# Project Management Institute
Project Management Institute, PMI – międzynarodowe stowarzyszenie zrzeszające kierowników projektów (ang. project manager, PM).
Project Management Institute powstał w 1969 w Pensylwanii w USA jako stowarzyszenie non profit zrzeszające profesjonalistów w dziedzinie zarządzania projektami. Obecnie PMI zrzesza ponad 454 tys. członków w 185 krajach, w których istnieje ponad 250 oddziałów (ang. PMI Chapter).

## Certyfikaty PMI
PMI przeprowadza egzaminy, przyznaje, administruje i kontroluje 7 certyfikatów zawodowych:
- Program Management Professional (PgMP),
- Portfolio Management Professional (PfMP),
- PMI Scheduling Professional (PMI-SP),
- PMI Risk Management Professional (PMI-RMP),
- Project Management Professional (PMP),
- Certified Associate in Project Management (CAPM),
- PMI Agile Certified Practitioner (PMI-ACP),
- PMI Professional in Business Analysis[1] (PMI-PBA),
- OPM3 Professional Certification.

## Standardy PMI
Jednym z działań PMI jest opracowywanie standardów zarządzania projektami. Dotychczas opracowane standardy to:
- PMBOK Guide (2013) – najbardziej znany ze standardów PMI zawierający zbiór wytycznych i najlepszych praktyk dotyczących zarządzania projektami.
- Standard for Program Management (2013) – odnoszący się do zarządzania programem projektów.
- Standard for Portfolio Management (2013) – odnoszący się do zarządzania portfelem projektów.
- OPM3 Knowledge Foundation (2008) – kompendium omawiające tematykę dojrzałości projektowej organizacji.
- Practice Standard for Work Breakdown Structures (2006) – standard tworzenia struktury podziału prac w projekcie.
- Practice Standard for Scheduling (2007) – standard tworzenia harmonogramu projektu.
- Project Manager Competency Development Framework (2007) – standard opisujący kompetencje kierownika projektu.
- Practice Standard for Project Configuration Management (2007) – zarządzanie konfiguracją projektu.
- Practice Standard for Earned Value Management (2005) – standard opisujący metodę śledzenia postępu prac.
- Construction Extension to the PMBOK Guide (2007) – standard realizacji projektów w sektorze budownictwa.
- Government Extension to the PMBOK Guide (2007) – standard realizacji projektów w sektorze rządowym.

## Konkursy PMI
PMI organizuje szereg konkursów na poziomie globalnym i krajowym. Najbardziej znany jest konkurs PMI Award, którego finał ma miejsce w ramach kongresu PMI North America na jesieni każdego roku. W ramach konkursu nominować można projekty, organizacje, indywidualne osoby oraz utwory, np. książki i szkolenia. PMI Award dzieli się na kilka kategorii:
- PMI Project of the Year Award
- PMO of the Year Award
- PMI Award for Project Excellence
- PMI Community Advancement Through Project Management Award – Organization Category
- PMI Continuing Professional Education Product of the Year Award
- PMI Continuing Professional Education Provider of the Year Award
- PMI Community Advancement Through Project Management Award – Individual Category
- PMI Distinguished Contribution Award
- PMI Eric Jenett Project Management Excellence Award
- PMI Fellow Award
- PMI Linn Stuckenbruck Person of the Year Award
- PMI Research Achievement Award
- Project Management Journal Paper of the Year Award
- PMI Scholar-Practitioner Award
- PMI David I. Cleland Project Management Literature Award

## PMI w Polsce
W Polsce stowarzyszenie istnieje od 31 października 2003 roku. Zostało wówczas założone stowarzyszenie PMI Warsaw, Poland Chapter (PMI WPC – oddział warszawski). Następnie powstały oddzielne stowarzyszenia w Poznaniu, Gdańsku, Krakowie i Wrocławiu.
- PMI Poznan Poland Chapter (PMI PPC) – PMI oddział poznański
- PMI Gdansk Poland Chapter (PMI GPC) – PMI oddział gdański
- PMI Poland Krakow Chapter (PMI KPC) – PMI oddział krakowski
- PMI Wrocław Poland Chapter (PMI WPC) – PMI oddział wrocławski

W dniu 8 maja 2007 roku stowarzyszenie zmieniło nazwę na PMI Poland Chapter (PMI oddział polski) oraz przekształciło swoją strukturę organizacyjną na jedno ogólnopolskie stowarzyszenie z oddziałami w większych miastach w Polsce. Pierwotnie powołano 5 oddziałów stowarzyszenia w Warszawie, Krakowie, Poznaniu, Wrocławiu i Gdańsku.
Obecna struktura PMI Poland Chapter:
- PMI Poland Chapter Gdańsk Branch (PMI Oddział Gdańsk)
- PMI Poland Chapter Katowice (PMI Oddział Katowice)
- PMI Poland Chapter Kraków Branch (PMI Oddział Kraków)
- PMI Poland Chapter Lubuskie Branch (PMI Oddział Lubuskie)
- PMI Poland Chapter Łódź Branch (PMI Oddział Łódź)
- PMI Poland Chapter Poznań Branch (PMI Oddział Poznań)
- PMI Poland Chapter Warszawa Branch (PMI Oddział Warszawa)
- PMI Poland Chapter Wrocław (PMI Oddział Wrocław)
- PMI Poland Chapter Kujawsko-Pomorskie (PMI Oddział Kujawsko-Pomorskie)[3]
- PMI Poland Chapter Szczecin Branch (PMI Oddział Szczecin)

Każdy z oddziałów w ramach swojego obszaru organizuje seminaria w ramach których promowane są dobre praktyki zarządzania.
Od ponad 10 lat PMI Poland Chapter organizuje szereg inicjatyw charytatywnych. Należą do nich między innymi dwu tygodniowe obozy dla dzieci English Camp oraz Project Management Kids Camp (PMKC). English Camp ma na celu naukę języka angielskiego u najmłodszych, z kolei Project Management Kids Camp (PMKC) stawia za cel naukę podstaw zarządzania projektami oraz krzepienie świadomości projektowej u najmłodszych. Wszystko w formie interaktywnych warsztatów, gier oraz zabaw.
Stowarzyszenie PMI Poland Chapter zrzesza ponad 700 członków.